# Conchita Bautista
Pour les articles homonymes, voir Bautista (homonymie).
Conchita Bautista (née le 27 octobre 1936 à Séville) est une chanteuse et actrice espagnole.

## Biographie
En 1953 Conchita Bautista interprète le rôle de Pepa, dans La Belle de Cadix de Raymond Bernard, film tiré de l'opérette du même nom.
En 1961, pour la première participation de l'Espagne à l'Eurovision, Conchita Bautista est choisie pour défendre les couleurs de son pays au Concours Eurovision de la chanson à Cannes, avec le titre Estando contigo écrit par Augusto Algueró et composé par Antonio Guijarro. Avec 8 points, elle est arrivée en 9e place.
Elle représentera de nouveau l'Espagne, en 1965 à Naples, au même festival avec la chanson Qué bueno, qué bueno. Elle finira en dernière position avec aucun point, ex æquo avec l'Allemagne, la Belgique et la Finlande.
En 1969, elle participe à la Coupe d'Europe du tour de chant à Knokke (Belgique).
Dans la deuxième moitié des années 1950, elle tourne dans divers films réalisés en Espagne et est considérée comme l'une des meilleures actrices espagnoles de cette époque.

## Filmographie partielle
- 1953 : La Belle de Cadix de Raymond Bernard